# Logis de l'abbesse Notre-Dame à Nevers

## Localisation
Le logis de l'abbesse Notre-Dame est un ancien édifice religieux, situé à Nevers, en France.
Adresse : rue de la Porte du Croux, cour de l'abbaye (située derrière).

## Présentation
Cette grande maison fut le logis de l'Abbesse Notre-Dame, face à l'ancienne Abbaye Saint-Genest (Notre-Dame).

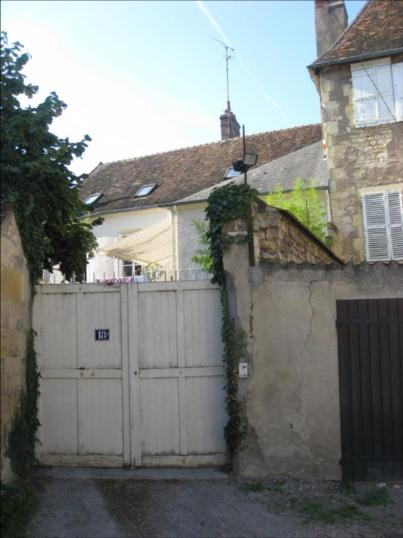
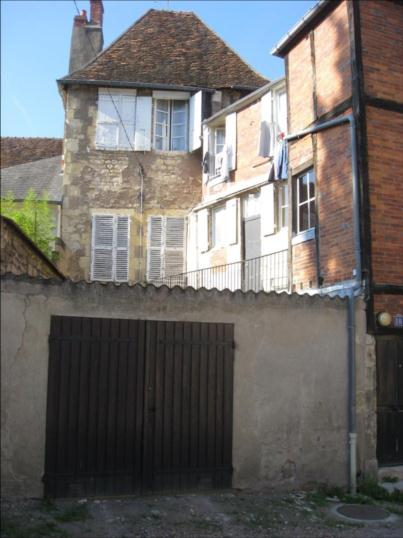